# Leptobelus metuenda
Leptobelus metuenda är en insektsart som beskrevs av Walker 1859. Leptobelus metuenda ingår i släktet Leptobelus och familjen hornstritar. Inga underarter finns listade i Catalogue of Life.